# Sheldon Dries
Sheldon Dries (* 23. April 1994 in Macomb Township, Michigan) ist ein US-amerikanischer Eishockeyspieler, der seit Juli 2024 bei den Detroit Red Wings in der National Hockey League unter Vertrag steht und parallel für deren Farmteam, die Grand Rapids Griffins, in der American Hockey League zum Einsatz kommt.

## Karriere
Sheldon Dries spielte in seiner Jugend für das Nachwuchsprogramm HoneyBaked Hockey im Großraum Detroit. Während der Saison 2010/11 wechselte er zu den Green Bay Gamblers in die United States Hockey League (USHL), die höchste Juniorenliga des Landes, nachdem er zuvor in deren Futures Draft an 22. Position ausgewählt wurde. Mit den Gamblers gewann der Center am Ende seiner ersten kompletten Spielzeit die USHL-Playoffs um den Clark Cup, bevor er seine persönliche Statistik in der Folgesaison 2012/13 auf 49 Scorerpunkte aus 54 Spielen steigerte. Anschließend wechselte der US-Amerikaner an die Western Michigan University und nahm mit deren Broncos am Spielbetrieb der National Collegiate Hockey Conference (NCHC) teil, einer Liga im Spielbetrieb der National Collegiate Athletic Association (NCAA). Bei den Broncos übernahm er bereits in seinem zweiten Jahr das Amt des Mannschaftskapitäns, das er drei Jahre lang innehaben sollte, und wurde zudem nach der Saison 2016/17 ins NCHC Second All-Star Team gewählt.
Dennoch wurde Dries in keinem NHL Entry Draft berücksichtigt, sodass er sich nach seinem vierten und letzten College-Jahr im Mai 2017 den Texas Stars aus der American Hockey League (AHL) anschloss. Dort verbrachte er die Spielzeit 2017/18 und hatte mit 10 Playoff-Toren maßgeblichen Anteil daran, dass die Stars das Endspiel um den Calder Cup erreichten, wo sie jedoch in der Folge an den Toronto Marlies scheiterten. Anschließend wurde der Angreifer im Juli 2018 von der Colorado Avalanche mit einem Einstiegsvertrag ausgestattet und debütierte zu Beginn der Saison 2018/19 in der National Hockey League (NHL). Darüber hinaus wird er weiterhin beim AHL-Farmteam der Avalanche eingesetzt, den Colorado Eagles.
Nach drei Jahren in der Organisation der Avalanche wechselte er im Juli 2021 als Free Agent zu den Vancouver Canucks. In gleicher Weise schloss er sich im Juli 2024 den Detroit Red Wings an.

## Erfolge und Auszeichnungen
- 2012 Clark-Cup-Gewinn mit den Green Bay Gamblers
- 2017 NCHC Second All-Star Team

## Karrierestatistik
Stand: Ende der Saison 2023/24
(Legende zur Spielerstatistik: Sp oder GP = absolvierte Spiele; T oder G = erzielte Tore; V oder A = erzielte Assists; Pkt oder Pts = erzielte Scorerpunkte; SM oder PIM = erhaltene Strafminuten; +/− = Plus/Minus-Bilanz; PP = erzielte Überzahltore; SH = erzielte Unterzahltore; GW = erzielte Siegtore; 1 Play-downs/Relegation; Kursiv: Statistik nicht vollständig)

## Familie
Sein Cousin Danny Dries war ebenfalls professioneller Eishockeyspieler. Außerdem spielten auch sein Vater und sein Onkel Eishockey, kamen jedoch nicht über das College-Niveau hinaus.